# Joseph Nguyen Chi Linh
Joseph Nguyễn Chí Linh (né le 22 novembre 1949 à Ba Lang (Thih Giaia), dans la province de Thanh Hóa, au nord du Vietnam), est un évêque catholique vietnamien, archevêque de Hué de 2016 à 2025 après avoir été pendant douze ans évêque du diocèse de Thanh Hóa.

## Carrière
Joseph Nguyễn Chí Linh naît et est élevé dans une famille catholique à Ba Lang dans une époque troublée (contexte de la guerre d'Indochine). Il poursuit ses études au petit séminaire de Nha Trang (1962-1967), puis en pleine guerre du Vietnam au collège de la Providence divine de Hué (1967-1968), au collège du Bon Pasteur de Nha Trang (1968-1970)  et enfin au collège pontifical de Dalat au Sud-Vietnam (1970-1977).
La prise de pouvoir communiste en 1975 sur le Sud Vietnam et la politique répressive à l'encontre de l'Église catholique l'obligent à retourner vivre chez ses parents et à se trouver un emploi civil pendant quatorze ans, tout en collaborant à la paroisse de Song My. Il ne reçoit qu'en 1992 la permission des autorités politiques de pouvoir accéder à la prêtrise. Il est ordonné prêtre le 20 décembre 1992 et incardiné au diocèse de Nha Trang. Il travaille pendant trois ans comme vicaire à Phuoc Thien (1992–1995). De 1995 à 2003, il étudie à l'Institut catholique de Paris, où il reçoit son doctorat de philosophie.
Il rentre dans sa patrie en novembre 2003. Il est nommé professeur au grand séminaire de Nha Trang. Il est nommé évêque de Thanh Hóa le 21 mai 2004 par Jean-Paul II et consacré le 4 août suivant.
Le 29 octobre 2016, François le nomme archevêque de Hué. 
Le 24 mai 2025, le pape Léon XIV accepte sa démission pour raison d'âge.